# Inhibitorni faktor leukemije
Inhibitorni faktor leukemije, ili LIF, je citokin iz interleukin 6 klase. Ovaj protein utiče na ćelijski rast i razvoj.

## Funkcija
citokin je dobio ime po njegovoj sposobnosti da indukuje terminalnu diferencijaciju ćelija mijeloidne leukemije. Druge osobine ovog citokina su: promocija rasta i ćelijske diferencijacije različitih tipova ciljnih ćelija, uticaj na koštani metabolizam, kaheksiju, neuronski razvoj, embriogenezu i inflamacija. Za p53 regulisani LIF je bilo pokazano da omogućava implantaciju u mišjem modelu.

## Vezivanje/aktivacija
se vezuje za specifični LIF receptor (LIFR-α) koji formira heterodimer sa specifičnom podjedinicom zajedničkom za sve članove te familije receptora, GP130 podjedinicom signalne transdukcije. Ovo dovodi do aktivacije  (Janus kinaza/signal transducer i aktivator transkripcije) i MAPK (mitogenom aktivirana proteinska kinaza) kaskade.

## Ekspresija
je normalno izražen u trofektodermu embriona u razvoju. Njegov receptor LIFR je izražen širom unutrašnje ćelijske mase. Pošto su embrionske stem ćelije izvedene iz unutrašnje ćelijske mase u stupnju blastocista, njihovo uklanjanje iz unutrašnje ćelijske mase takođe uklanja njihov LIF izvor.

## Upotreba u stem ćelijskim kulturama
odstranjivanje potiskuje stem ćelije ka diferencijaciji, ali one zadržavaju svoj proliferativni potencijal ili pluripotentnost. Iz tog razloga LIF se koristi u mišjim embrionskim stem ćelijskim kulturama. On je neophodan za održavanje stem ćelija u nediferenciranom stanju. Moguće je genetskim manipulacijom embrionskih stem ćelija omogućiti LIF nezavisni razvoj, posebno prekomernim izražavanjem gena Nanog.
LIF nije neophodan za kulture ljudskih embrionskih stem ćelija.

## Literatura
- Patterson PH (1994). „Leukemia inhibitory factor, a cytokine at the interface between neurobiology and immunology.”. Proc. Natl. Acad. Sci. U.S.A. 91 (17): 7833—5. PMC 44497 . PMID 8058719. doi:10.1073/pnas.91.17.7833.
- Aghajanova L (2005). „Leukemia inhibitory factor and human embryo implantation.”. Ann. N. Y. Acad. Sci. 1034: 176—83. PMID 15731310. doi:10.1196/annals.1335.020.
- Králícková M, Síma P, Rokyta Z (2005). „Role of the leukemia-inhibitory factor gene mutations in infertile women: the embryo-endometrial cytokine cross talk during implantation--a delicate homeostatic equilibrium.”. Folia Microbiol. (Praha). 50 (3): 179—86. PMID 16295654. doi:10.1007/BF02931563.
- Stahl J; Gearing DP; Willson TA;  . (1990). „Structural organization of the genes for murine and human leukemia inhibitory factor. Evolutionary conservation of coding and non-coding regions.”. J. Biol. Chem. 265 (15): 8833—41. PMID 1692837.
- Bazan JF (1991). „Neuropoietic cytokines in the hematopoietic fold.”. Neuron. 7 (2): 197—208. PMID 1714745. doi:10.1016/0896-6273(91)90258-2.
- Lowe DG; Nunes W; Bombara M;  . (1989). „Genomic cloning and heterologous expression of human differentiation-stimulating factor.”. DNA. 8 (5): 351—9. PMID 2475312.
- Sutherland GR; Baker E; Hyland VJ;  . (1989). „The gene for human leukemia inhibitory factor (LIF) maps to 22q12.”. Leukemia. 3 (1): 9—13. PMID 2491897.
- Mori M, Yamaguchi K, Abe K (1989). „Purification of a lipoprotein lipase-inhibiting protein produced by a melanoma cell line associated with cancer cachexia.”. Biochem. Biophys. Res. Commun. 160 (3): 1085—92. PMID 2730639. doi:10.1016/S0006-291X(89)80114-7.
- Gough NM; Gearing DP; King JA;  . (1988). „Molecular cloning and expression of the human homologue of the murine gene encoding myeloid leukemia-inhibitory factor.”. Proc. Natl. Acad. Sci. U.S.A. 85 (8): 2623—7. PMC 280050 . PMID 3128791. doi:10.1073/pnas.85.8.2623.
- Williams RL; Hilton DJ; Pease S;  . (1989). „Myeloid leukaemia inhibitory factor maintains the developmental potential of embryonic stem cells.”. Nature. 336 (6200): 684—7. PMID 3143916. doi:10.1038/336684a0.
- Moreau JF; Donaldson DD; Bennett F;  . (1989). „Leukaemia inhibitory factor is identical to the myeloid growth factor human interleukin for DA cells.”. Nature. 336 (6200): 690—2. PMID 3143918. doi:10.1038/336690a0.
- Yamaguchi M; Miki N; Ono M;  . (1995). „Inhibition of growth hormone-releasing factor production in mouse placenta by cytokines using gp130 as a signal transducer.”. Endocrinology. 136 (3): 1072—8. PMID 7867561. doi:10.1210/en.136.3.1072.
- Schmelzer CH; Harris RJ; Butler D;  . (1993). „Glycosylation pattern and disulfide assignments of recombinant human differentiation-stimulating factor.”. Arch. Biochem. Biophys. 302 (2): 484—9. PMID 8489250. doi:10.1006/abbi.1993.1243.
- Aikawa J; Ikeda-Naiki S; Ohgane J;  . (1997). „Molecular cloning of rat leukemia inhibitory factor receptor alpha-chain gene and its expression during pregnancy.”. Biochim. Biophys. Acta. 1353 (3): 266—76. PMID 9349722.
- Hinds MG; Maurer T; Zhang JG;  . (1998). „Solution structure of leukemia inhibitory factor.”. J. Biol. Chem. 273 (22): 13738—45. PMID 9593715. doi:10.1074/jbc.273.22.13738.
- „Toward a complete human genome sequence.”. Genome Res. 8 (11): 1097—108. 1999. PMID 9847074.
- Tanaka M; Hara T; Copeland NG;  . (1999). „Reconstitution of the functional mouse oncostatin M (OSM) receptor: molecular cloning of the mouse OSM receptor beta subunit.”. Blood. 93 (3): 804—15. PMID 9920829.
- Nakashima K; Yanagisawa M; Arakawa H;  . (1999). „Synergistic signaling in fetal brain by STAT3-Smad1 complex bridged by p300.”. Science. 284 (5413): 479—82. PMID 10205054. doi:10.1126/science.284.5413.479.
- Dunham I; Shimizu N; Roe BA;  . (1999). „The DNA sequence of human chromosome 22.”. Nature. 402 (6761): 489—95. PMID 10591208. doi:10.1038/990031.

## Spoljašnje veze
- Leukemia+Inhibitory+Factor на 